# 페이난둬
페이난둬(중국어 간체자: 费南多, 정체자: 費南多, 병음: Fèi Nánduō, 한자음: 비남다, 1993년 3월 16일~)는 브라질 태생 중화인민공화국의 축구 선수로 포지션은 윙어이다. 현재 중국 슈퍼리그의 상하이 선화와 중국 축구 국가대표팀에서 활동하고 있다.
브라질 포르투갈어 이름은 페르난두 엔히키 다 콘세이상(브라질 포르투갈어: Fernando Henrique da Conceição, 브라질 포르투갈어 발음: [feʁˈnɐ̃du ẽˈʁiki dɐ kũsejˈsɐ̃w])이며 2020년 중화인민공화국 시민권을 취득하며 브라질에서 중화인민공화국으로 귀화했다. 이름 '페르난두'의 지소사인 페르난지뉴(브라질 포르투갈어: Fernandinho, 브라질 포르투갈어 발음: [feʁnɐ̃ˈdʒĩɲu])로도 알려져 있다.

## 구단 경력

### 아틀레치쿠 소로카바
페이난둬는 2010년 지역 하부 리그의 아틀레치쿠 소로카바 유소년 팀에 입단한 후 페르난지뉴(브라질 포르투갈어: Fernandinho)라는 등록명으로 아틀레치쿠 소로카바에서 프로 선수 생활을 시작했다.

### 플라멩구
아틀레치쿠 소로카바에서 활동하던 페르난지뉴는 스포츠 마케팅 회사인 트라피크(브라질 포르투갈어: Traffic)가 그의 서드파티 권리를 구매한 후 CR 플라멩구가 서드파티 지분 70%를 트라피크로부터 구매하기로 결정하면서 플라멩구에 입단했다.
2012년 8월 15일 플라멩구가 파우메이라스에 1대 0으로 패배한 리그 경기에서 토마스 자구아리비 베디넬리와 교체되어 경기에 출전하며 플라멩구 데뷔전을 가졌다. 다음 시즌 마누 메네지스 신임 플라멩구 감독에 의해 플라멩구에서 전 시즌보다 더 많은 출전 기회를 받았고 등록명을 페르난지뉴에서 페르난두(브라질 포르투갈어: Fernando)로 변경했다.

### 마두레이라
2014 시즌이 시작될 무렵 페르난두는 브라질 3부 리그의 마두레이라 EC로 이적했다.

### 이스토릴 프라이아
페르난두는 2014년 2월 7일 프리메이라리가의 GD 이스토릴 프라이아로 이적했다.

### 충칭 리판
페르난두는 2016년 여름 이적 시장에서 이스토릴 프라이아에서 중국 슈퍼리그의 충칭 리판으로 임대되었다. 그는 충칭 리판의 슈퍼리그 잔류에 기여했고 2016년 1월 충칭 리판과 4년 계약을 체결하며 충칭 리판으로 완전 이적했다. 2016년 3월 6일, 페르난두는 충칭 리판과 광저우 헝다 타오바오와의 슈퍼리그 홈경기에서 2득점을 기록하며 충칭의 2대 1 승리에 기여했다. 그는 이 경기 이후 "경기장 위의 모터사이클", "작은 모터사이클(중국어: 小摩托, 병음: Xiǎo Mótuō 샤오모퉈[*], 한자음: 소마탁)"이라는 별명을 받았다.

### 광저우 헝다 타오바오
충칭 리판에서 4시즌 동안 활동한 후 페르난두는 2019년 광저우 헝다 타오바오로 이적했고 광저우로 이적한 후 당해 7월 15일 광저우에서 허베이 화샤 싱푸로 중국 슈퍼리그 2019 시즌이 끝날 때까지 임대되었다. 그는 2020년 초 중화인민공화국 시민권을 받으며 브라질에서 중화인민공화국으로 귀화했고 페이난둬(중국어 간체자: 费南多, 정체자: 費南多, 병음: Fèi Nánduō, 한자음: 비남다)라는 중국어식 이름을 받았다.
중국 슈퍼리그 2020부터 광저우에서 활동한 그는 2년 뒤 2022년 2월 16일 광저우와 상호 합의로 계약을 해지하며 광저우를 떠났다.

### 산둥 타이산
페이난둬는 2023년 4월 8일 중국 슈퍼리그의 산둥 타이산에 입단했지만 공식 발표 없이 우한 싼전과의 2023년 중국 FA 슈퍼컵 경기에서 교체 선수로 출전하며 산둥 타이산에서의 첫 번째 경기를 가졌다. 3일 후, 산둥 타이산은 페이난둬를 영입했다고 공식 발표했다.

### 상하이 선화
2024년 7월 11일 페이난둬는 중국 슈퍼리그 2024가 끝날 때까지 상하이 선화로 임대되었다. 그는 9월 13일 상하이 선화가 저장 FC에 4대 3으로 승리한 경기에서 1득점 2도움을 기록했다.

## 국가대표팀 경력
페이난둬는 2020년 9월 30일 잉글랜드에서 중화인민공화국으로 귀화한 축구 선수 장광타이와 함께 중국 축구 국가대표팀의 훈련 캠프에 소집되었다. 그는 4년 뒤 2024년 3월 21일 중국 대표팀이 싱가포르 축구 국가대표팀에 2대 2로 비긴 2026년 FIFA 월드컵 아시아 지역 2차 예선 원정경기에서 중국 대표팀 데뷔전을 가졌다. 그는 당월 26일 중국 대표팀이 싱가포르 대표팀에 4대 1로 승리한 2026년 월드컵 아시아 2차 예선 홈경기에서 페널티킥 득점을 기록하며 대표팀에서 첫 번째 득점을 기록했다.